# Кучер-Копки
Куче́р-Ко́пки (рос. Кучер-Копки) — присілок у складі Селтинського району Удмуртії, Росія.

## Населення
Населення — 47 осіб (2010; 74 в 2002).
Національний склад станом на 2002 рік:
- удмурти — 97 %

## Урбаноніми[3]
- вулиці — Кучерська, Польова